# Техасская резня бензопилой 2
Техасская резня бензопилой 2 (англ. Texas Chainsaw Massacre 2) — американский фильм 1986 года режиссёра Тоуба Хупера, снятый в жанрах чёрной комедии и слэшера. Фильм является продолжением «Техасской резни бензопилой» (1974), где режиссёром, соавтором сценария и композитором также выступал Хупер. Сценаристом фильма выступил Л. М. Кит Карсон, он также был одним из продюсеров ленты. В фильме снимались Деннис Хоппер, Кэролайн Уильямс, Билл Джонсон, Билл Мозли и Джим Сидоу. Сюжет повествовал о том, как семья Сойеров нападает на местную радиостанцию и забирает в плен ведущую новостей, в это время на семью охотится лейтенант из соседнего города.
В кинотеатральном прокате фильм собрал 8 миллионов долларов при бюджете в 4,7 миллиона долларов и стал популярным после выхода на домашних носителях. Сиквел получил неоднозначную оценку критиков и зрителей. Его критикуют за отличие от первого фильма, в котором для создания напряжения и страха использовалось мало визуального насилия. Натуралистический грим и эффекты для фильма создавал Том Савини. В фильме также присутствует много чёрного юмора, акцент на который решил сделать режиссёр, поскольку считал, что этот элемент присутствовал и в первом фильме, но не был признан зрителями из-за мрачного содержания. Несмотря на неоднозначный приём, фильм приобрёл множество поклонников и в настоящее время считается культовой классикой.

## Сюжет
Действия фильма разворачиваются в 1986 году, через тринадцать лет после событий первой части. Двое старшеклассников, Базз и Рик, едут по заброшенной трассе в Техасе, на пути к Далласу, где должен пройти футбольный матч. Будучи в сильном опьянении, они звонят на местное радио и издеваются над ведущей Ванитой «Стреч» Брок. Будучи не в силах убедить их повесить трубку, Стреч оставляет линию открытой. Во время поездки на Базза и Рика нападает Кожаное лицо, который вылез из кузова проезжающего рядом грузовика. Кожаное лицо срезает крышу машины старшеклассников, используя бензопилу. После короткой борьбы Рик пытается застрелить Кожаное лицо из револьвера, но тот срубает Баззу часть головы, и автомобиль в конечном итоге разбивается, убивая Рика.
На следующее утро лейтенант Боуд «Лефти» Энрайт, бывший техасский рейнджер и дядя Салли Харднесс и её брата Франклина, ставших жертвами Кожаного лица и его семьи тринадцать лет назад, прибывает на место преступления, чтобы помочь раскрыть убийство Базза и Рика. Лефти провёл последние годы, расследуя исчезновение своего племянника. Расследование привело его к связи с таинственными убийствами бензопилой по всему Техасу. С ним связывается Стреч, которая приносит копию плёнки, на которой записано нападение и слышны звуки бензопилы. Лефти просит Стреч проиграть ленту на её ночном радио-шоу, чтобы её услышали убийцы и возможно как-то себя выдали.
Семья Кожаного лица прибывает на радиостанцию, услышав запись в ночном эфире. Находясь на радиостанции, Стреч подвергается нападению Кожаного лица, в то время как её коллега Эл-Джи жестоко избит Чоп-Топом. Кожаное лицо загоняет Стреч в угол и собирается убить её, но внезапно у маньяка возникает к ней симпатия, и он щадит её. Кожаное лицо возвращается к Чоп-Топу и заставляет его поверить, что он убил Стреч. Они берут полуживого Эл-Джи в свой дом, для того чтобы съесть. Стреч на машине преследует их.
Лефти, который следовал за их машиной всё время, прибывает к убежищу маньяков и находит внутри останки Франклина. В это же время Кожаное лицо находит Стреч и надевает кожу, срезанную с лица Эл-Джи, на неё, после связывает ей руки и уходит. Перед смертью Эл-Джи приходит в сознание и успевает освободить Стреч. Она убегает и пытается найти выход, но Дрейтон Сойер находит её, бродящую по подземелью, и семья набрасывается на неё. Чоп-Топ проклинает Кожаное лицо, когда узнаёт, что Стреч до сих пор жива. Лефти, в конечном счёте, находит её за обеденным столом с Чоп-Топом, Дрейтоном, Кожаным лицом и дедушкой Сойером и спасает её. Лефти ранит Дрейтона бензопилой, после чего начинает сражаться на бензопилах с Кожаным лицом. Раненый Дрейтон прячется под стол и достаёт из одного из трупов которые лежат по всюду в их убежище, заранее спрятанную в нём гранату. Пока Лефти сражался с Кожаным лицом, он ещё раз задел бензопилой Дрейтона, тот уронил гранату, и они вчетвером, включая дедушку, взорвались.
Только Чоп-Топ и Стреч переживают взрыв. Они забираются на башню и продолжают драку. В башне находится алтарь с мумифицированными останками бабушки, в руках мумия держит бензопилу. Несмотря на травмы, Стреч хватает эту бензопилу и нападает с ней на Чоп-Топа, в результате чего он падает с башни и, предположительно, гибнет. Финальный кадр показывает, как Стреч кричит и размахивает бензопилой, напоминая Кожаное лицо из первого фильма.

## Команда
| - Билл Джонсон — Кожаное лицо - Деннис Хоппер — лейтенант Боуд «Лефти» Энрайт - Кэролайн Уильямс — Ванита «Стреч» Брок - Джим Сидоу — Дрэйтон Сойер/Повар - Билл Моусли — «Чоп-Топ» Сойер - Лу Перриман — Эл-Джи Макпитерс - Кен Эверт — Дедуля Сойер - Хэрлан Джордан — патрульный - Кирк Сиско — детектив - Джеймс Н. Харрелл — Менеджер Cut-Rite - Барри Киньон — водитель мерседеса - Крис Дуридас — Гуннер - Джуди Келли — Гурман Яппетт - Джон Мартин Айви — Яппи - Кинки Фридман — ведущий спортивных новостей - Уирт Кэйн — ведущий - Дэн Дженкинс — телевизионный комментатор - Джон Блум — кинозритель (вырезанная сцена) - Эд Гуинн — Судья соревнований по приготовлению чили (в титрах не указан) - Тоуб Хупер — мужчина в коридоре отеля (в титрах не указан) - Режиссёр — Тоуб Хупер - Сценаристы — Тоуб Хупер, Л. М. Кит Карсон - Продюсеры — Йорам Глобус, Менахем Голан - Сопродюсер — Тоуб Хупер - Ассоциированный продюсер — Л. М. Кит Карсон - Исполнительный продюсер — Генри В. Холмс мл., Джеймс Йоргенсен - Оператор — Ричард Курис - Композиторы — Тоуб Хупер, Джерролд В. Ламберт - Монтажёр — Ален Якубович - Художник-постановщик — Кэри Уайт - Художник по костюмам — Кэрин Хупер - Художник по декорациям — Майкл Пил |

## Производство

### Разработка
Выпущенный в кинотеатрах США 1 октября 1974 года оригинальный фильм «Техасская резня бензопилой» неожиданно стал коммерчески успешным, также он был запрещён в нескольких странах, что только прибавило фильму популярности. Данный успех привёл режиссёра Тоуба Хупера в мейнстримное кино. Из-за долгосрочных судебных разбирательств режиссёру удалось вернуть права на фильм только через 11 лет после его выхода, что позволило начать производство сиквела. В 1981 году компания New Line Cinema перевыпустила оригинальный фильм в прокат, а в следующем году партнёр Хупера Уоррен Скаарен задумал сиквел. Слухи о сиквеле появились в конце 1983 года и стали реальностью только 2 ноября того же года, когда журнал The Hollywood Reporter опубликовал об этом полностраничную рекламу.
В 1984 году Хупер подписал контракт с кинопроизводственной компанией Cannon Films. Согласно этому контракту, Хупер должен был снять для компании три полнометражных фильма, первым из которых был «Жизненная сила» (1985), а вторым «Пришельцы с Марса» (1986), ремейк одноимённого классического фильма 1953 года. Третьим фильмом должно было стать продолжение фильма «Техасская резня бензопилой» и первоначально планировалось, что название у него будет «За пределами долины Техасской резни бензопилой», что отсылало бы к фильму «За пределами долины кукол» (1970). Хупер установил для сиквела большой бюджет в четыре миллиона семьсот тысяч долларов. Этот бюджет был получен из доходов от фильма «Полтергейст», спродюсированного Стивеном Спилбергом и снятого Хупером в 1982 году. Однако студия заставила внести значительные изменения в сценарий, даже наняла нового сценариста, что привело к приостановке съёмок.
Был подготовлен новый сценарий, и студия, наконец, дала добро на продолжение съёмок, но теперь уже с более ограниченным бюджетом. Вместо того, чтобы стать режиссёром, Хупер намеревался только продюсировать фильм, но из-за сокращения бюджета он не смог нанять другого режиссёра для проекта. Хотя первые два фильма Хупера для Cannon Films не принесли большой прибыли, продюсерская компания всё же ему доверилась.

### Сценарий
В течение нескольких лет Тоуб Хупер рассматривал возможность производства продолжения фильма «Техасская резня бензопилой», которое он надеялся осуществить в партнёрстве с Кимом Хенкелем. История под названием «За пределами долины Техасской резни бензопилой» должна была рассказывать о том, как Салли Хардести, главная героиня оригинального фильма, была выпущена из психиатрической клиники и отправилась обратно в Техас в попытке встретиться с Кожаным лицом и его семьёй каннибалов. Около Рождества 1985 года, после неудачной попытки снять ремейк классического фильма «Пришельцы с Марса», Хупер обратился к техасскому сценаристу Л. М. Кит Карсону, чей сын и бывшая жена снимались в предыдущем фильме режиссёра.
Карсон закончил первый черновик сценария 7 марта 1986 года. Вместо Чоп-Топа в оригинальной версии был Автостопщик из первого фильма, который выжил после наезда на него автомобиля, как следствие, теперь носил на голове металлическую пластину и его звали Плейт-Хед. В этой версии персонаж Дедушки был мёртв, и его труп везли вместе с телом Автостопщика. Поскольку актёр Эдвин Нил, сыгравший Автостопщика в первом фильме не смог вернуться к роли, сценарий был изменён, и персонаж в итоге был заменён Чоп-Топом, который по сюжету был братом Автостопщика, и которому раздробили череп во время боевых действий на войне во Вьетнаме, в результате чего в его голове осталась металлическая пластина. Это первый фильм франшизы, где упоминается имя старшего брата Кожаного лица Дрейтона Сойера, так как в оригинальном фильме персонажа называют только «Старик» или «Повар». Некоторые сцены из сценария в итоге так и не были сняты.
Хупер и сценарист Л. М. Кит Карсон добавили в фильм много чёрного юмора, который набирал популярность в жанре в 1980-х годах и стал почти стандартом в продолжениях других известных фильмов ужасов, выпущенных в то время, таких как, например, «Ночь страха 2» (1988), «Зловещие мертвецы 2» (1987) и «Возвращение живых мертвецов» (1984). Кроме того, Карсон включил в фильм несколько элементов из недавно вышедших фильмов, которые, по мнению сценариста, «отупляют поколение», особенно романтические комедии типа «Девушка в розовом» (1986).
Одной из главных тем сценария было то, как Кожаное лицо и его семья, теперь известная как Сойеры, были старомодными мясниками, пытающимися справиться с капиталистическим потребительским менталитетом, который Америка приняла в эпоху Рейгана. Таким образом, Тоб Хупер назвал «Техасскую резню бензопилой 2» «антихьюзовским фильмом», что можно интерпретировать как нападки на алчность яппи и ценности того времени. Это заметно уже по рекламному постеру фильма, на котором пять злодеев фильма были изображены в позе, напоминающей позу актёров на плакате к фильму «Клуб „Завтрак“», снятому Хьюзом годом ранее. Интересно, что «Техасская резня бензопилой 2» не единственный фильм ужасов, который ссылается на фильм Хьюза: серия фильмов «Кошмар на улице Вязов» в рекламных материалах также ссылалась на позу с плаката этого фильма, хотя неясно, пародировали ли они «Клуб „Завтрак“» или саму «Техасскую резню бензопилой 2».

### Кастинг
Хупер знал, что актёры и съёмочная группа оригинального фильма, столкнувшиеся с финансовыми махинациями после отличных кассовых сборов, вряд ли согласятся снова работать с режиссёром. Несмотря на это, Хупер пытался сблизиться с агентом актёра Эдвина Нила, который играл Автостопщика в фильме 1974 года, так как первый вариант сценария сиквела предусматривал возвращение этого персонажа. Нил попросил своего агента потребовать около 45 000 долларов за шесть недель съёмок, однако Cannon отказались платить эту сумму, и все шансы на возвращение персонажа были быстро оставлены.
Гуннару Хансену также предлагали вернуться к роли Кожаного лица, но он заявил, что продюсеры предложили ему «гонорар плюс десять процентов», причём десять процентов шли его агенту. Когда он ответил, что у него нет агента, они предложили гонорар без дополнительных десяти процентов. Актёр посчитал, что предложение было слишком низким. Публицист Скотт Холтон представил альтернативную историю, утверждая, что Хансен просто отказался от роли, и предложение было отменено. Холтон не поверил, что рядовому зрителю будет важно присутствие актёров из оригинала, он считал что зрители будут задаваться вопросом: «Кто такие Нил, Хансен или Бёрнс?». Джим Сидоу был единственным актёром из оригинального фильма, который вернулся в сиквел, и это была его последняя работа в художественном кино.
После отказа Хансена роль Кожаного лица была отдана Биллу Джонсону, поклоннику первого фильма. В некоторых эпизодах роль персонажа исполнил каскадёр Боб Элмор. Агент Джонсона предложил актёру при создании образа персонажа опираться на героя комиксов компании Harvey Comics Бэби Хьюи. Джонсон утверждал, что он создал своё собственное «Кожаное лицо», поскольку персонаж Хансена был настолько «потрясающе оригинален», что любая попытка подражать ему была бы «обречена на провал». Ещё он отметил, что его шея не такая длинная, как у Хансена, но эта деталь не имеет большого значения.
Самым важным решением в кастинге стал выбор Денниса Хоппера, считающегося «легендой Голливуда», на роль Лефти, отставного лейтенанта. В то время актёр возвращался в кино после довольно проблемного периода в личной жизни, отмеченного, в частности, злоупотреблением наркотиками. Среди всех актёров в фильме, гонорар Хоппера был самым большим, хотя экранного времени у него было не так много. Позже актёр сказал, что это был «худший фильм, в котором он когда-либо снимался».
Главную героиню Стреч сыграла Кэролайн Уильямс, которая работала в Далласе, когда в 1986 году её пригласили на кастинг. Она хотела произвести сильное впечатление на прослушивании и, когда её позвали в кабинет, она с криками забежала в комнату, где находились Тоуб Хупер и Л. М. Кит Карсон, заставила их подняться со своих мест, схватила стулья и забаррикадировала ими дверь, и только после этого начала свою сцену. Уильямс рассказывала, что в то время она была очень амбициозной молодой актрисой, которая знала, что продолжение такой классики, как «Техасская резня бензопилой», станет блокбастером и уникальной возможностью в её карьере; сегодня Стреч считается самой известной ролью в карьере актрисы.
Билл Мозли снял пародийную короткометражку под названием «Техасский маникюр с бензопилой», в которой он сыграл небольшую роль Автостопщика и показал её сценаристу, который в свою очередь показал её Тоубу Хуперу. Хуперу фильм понравился, и он держал Мозли на примете, на случай если вдруг будет снимать сиквел. Когда пришло время снимать «Техасскую резню бензопилой 2», Мозли взяли на роль Чоп-Топа, брата-близнеца Автостопщика. Чоп-Топ стал первой главной ролью Мозли и одной из самых запоминающихся в карьере. В 1998 году актёр вновь сыграл этого персонажа в фильме «Всеамериканская резня», проекте Уильяма Хупера, сына Тоуба Хупера, который должен был стать сиквелом фильма «Техасская резня бензопилой 2». Этот полнометражный фильм так и не был выпущен, хотя его трейлер попал в интернет.
Актёр Лу Перриман, сыгравший Эл-Джи Макпитерса, работал ассистентом оператора на съёмках оригинального фильма 1974 года. Билл Джонсон познакомился с Перриманом до съёмок фильма «Техасская резня бензопилой 2». Они снимались в фильме 1980 года «Быстрые деньги».

### Съёмки
Съемки фильма «Техасская резня бензопилой 2» начались в мае 1986 года и закончились в июле того же года, а месяцем позже фильм вышел на экраны кинотеатров. Дом семьи Сойер снимался в техасском городке Джаррелл, округ Уильямсон, в закрытом парке развлечений, который был снесён через некоторое время после окончания съёмок. Сейчас на этом месте осталось только здание, интерьер которого напоминает пещеры, показанные в фильме. Магазин, в котором Деннис Хоппер (Лефти) остановился, чтобы купить три бензопилы, назывался Cut-Rite Saws. Он расположен к западу от центра Остина, позже он был перестроен в бар под названием Mean Eyed Cat. Начальный эпизод, в котором Кожаное лицо расправляется с первыми жертвами, был снят на мосту через реку Колорадо в Бастропе, штат Техас. Кульминация фильма была снята в Маттерхорне, закрытом парке развлечений, расположенном в Прери Делл, штат Техас.

### Вырезанные сцены
Несколько сцен были вырезаны из фильма режиссёром Тоубом Хупером из-за того, что они влияли на темп повествования, а также, чтобы картина не получила более высокий рейтинг. В длинной сцене, которая была вырезана из фильма, семья Сойеров отправляется ночью за свежим мясом для своей трапезы, убивает зрителей, выходящих с киносеанса, и группу шумных футбольных фанатов на подземной парковке. В удалённой сцене резни использовалось несколько спецэффектов, разработанных Томом Савини. В другой вырезанной сцене снимался американский кинокритик Джо Боб Бриггс. Альтернативная сюжетная линия в которой рассказывалось о том, что Лефти Энрайт является отцом Стреч также была вырезана. Однако эти сцены присутствуют в разделе дополнительных материалов на DVD-диске Gruesome Edition, выпущенном в 2006 году.

## Музыка
Если саундтрек к первому фильму был создан Тоубом Хупером и Уэйном Беллом, то музыка к фильму «Техасская резня бензопилой 2» написана Хупером и Джерри Ламбертом, который создал вступительную тему фильма. Дэнни Эльфман написал текст для одной из песен для фильма. Это песня «No One Lives Forever» из альбома Dead Man’s Party, выпущенного 28 октября 1985 года группой Oingo Boingo. Именно эту песню включает на радио Стреч в самом начале фильма, как раз в тот момент, когда шумные ребята из колледжа Базз и Рик пересекают мост, где на них нападает Кожаное лицо.

Выпущенный в 1986 году альбом с саундтреком к фильму продавался в США, Канаде, Великобритании и Нидерландах. В альбом вошла песня «No One Lives Forever». Песня «Crazy Crazy Mama» Роки Эриксона была использована в фильме, но не вошла в альбом с саундтреком.
| №                   | Название                | Исполнитель(и)              | Длительность |
| ------------------- | ----------------------- | --------------------------- | ------------ |
| 1.                  | «Good to Be Bad»        | The Lords of the New Church | 4:42         |
| 2.                  | «Goo Goo Muck»          | The Cramps                  | 3:02         |
| 3.                  | «Haunted Head»          | Concrete Blonde             | 2:48         |
| 4.                  | «Life Is Hard»          | Timbuk 3                    | 4:06         |
| 5.                  | «White Night»           | Torch Song                  | 3:42         |
| 6.                  | «Strange Things Happen» | Стюарт Коупленд             | 2:58         |
| 7.                  | «Over Your Shoulder»    | Concrete Blonde             | 3:20         |
| 8.                  | «Shame on You»          | Timbuk 3                    | 4:48         |
| 9.                  | «Mind Warp»             | The Lords of the New Church | 3:42         |
| 10.                 | «No One Lives Forever»  | Oingo Boingo                | 4:08         |
| Общая длительность: | Общая длительность:     | Общая длительность:         | 37:16        |

## Релиз и критика
Фильм был выпущен в США компанией Cannon Films в августе 1986 года и заработал 8 025 872 долларов. Постер фильма, на котором изображена семья маньяка, является пародией на постер к фильму «Клуб «Завтрак»». В июле 1986 года фильм дважды отправляли в MPAA, но он так и не смог получить желаемый рейтинг «R». Со слов создателей фильма дальнейшие сокращения лишь разочаровали бы фанатов. В результате, что бы фильм не получил рейтинг «X», компания Cannon не подписала соглашение с MPAA и выпустила фильм без рейтинга. Однако в рекламных роликах по телевидению, театральных трейлерах и даже на плакатах к фильму было написано следующее: «В связи с характером этого фильма, лица моложе 17 лет не допускаются». В сентябре 1986 года Джек Валенти, президент MPAA узнав, что некоторые кинотеатры показывают фильм указывая его рейтинг как «R», заявил, что фильм «не имеет рейтинга и не должен быть идентифицирован как имеющий какой-либо рейтинг».
Компания Cannon Films надеялась, что Хупер снимет настоящий фильм ужасов. Однако сам режиссёр хотел снять чёрную комедию. Когда руководители Cannon посмотрели фильм, они остались недовольны конечным результатом. Если оригинальный художественный фильм 1974 года — это мрачная, снятая в полудокументальной манере картина, то «Техасская резня бензопилой 2» приобретает явно сатирический тон.
Реакция критиков была неоднозначной. Кинокритик Роджер Эберт считал, что фильм не удался, потому что он «мечется на месте, не выдерживая ни темпа, ни ожидания ужаса. Он даже не делает паузы, чтобы представить персонажей; Деннису Хопперу досталась самая неблагодарная задача — играть человека, который первую половину фильма выглядит рассеянным и пустым, а вторую — кричит во время дуэли на бензопилах». Он также отметил, что «в нём, конечно, много крови и расчленёнки, но в нём нет ужаса оригинала, желания, чтобы его воспринимали серьёзно. Это шоу для гиков». Рецензия TV Guide была столь же негативной, они писали, что «фильм выглядит так, будто сам Хупер не испытывает ничего, кроме презрения к оригиналу, и лезет вон из кожи, чтобы его разрушить». The New York Times раскритиковала фильм, заявив, что «режиссура Хупера немного небрежна» и в итоге заключила, что фильм «не является первосортным стейком».
AllMovie положительно отозвался о фильме, отметив, что «сильно ненавидимый во время своего выхода, фильм Тоуба Хупера „Техасская резня бензопилой 2“ удивительно хорошо постарел, и теперь это странная, эффектная, если не слишком тонкая, сатира на различные аспекты излишеств 1980-х годов». Variety положительно отозвались о сценарии фильма. А Los Angeles Times назвала фильм «дикой сатирой на современный Техас и фильмы ужасов в частности». Марк Стейн из The Spectator пишет что фильм за долго до самого Тарантино показывает «фирменное тарантиновское отношение к резне как к утонченному юмору», но в то же время многие «сцены сняты странно и вяло», а финальная битва Лефти и Кожаного лица на бензопилах «длится целую вечность».
В наше время фильм приобрёл культовый статус.

## Выход на носителях
Фильм был выпущен на VHS компанией Media Home Entertainment в том же году. Изначально при выпуске на домашних носителях он не имел рейтинга. Как и у предшественника, у «Техасской резни бензопилой 2» было неоднозначное прошлое в отношении цензуры в разных странах. В результате фильм был запрещён в Германии и Сингапуре, однако Freiwillige Selbstkontrolle der Filmwirtschaft в Германии позже присвоил несокращённой версии рейтинг 18, а Сингапур после апелляции присвоил рейтинг R21. Когда фильм был представлен в Великобритании в BBFC для получения сертификата, BBFC уведомило компанию Cannon, дистрибьютора, что для присвоения фильму рейтинга 18 необходимо сократить как минимум 20-25 минут отснятого материала. Компания Cannon попыталась сократить фильм, но в конце концов отказалась от этой затеи после того, как многочисленные отредактированные версии не прошли проверку BBFC.
Фильм был запрещён в Австралии в течение 20 лет. Нелегально (что даже было заявлено на коробке с кассетой) полная версия была выпущена на VHS компанией Warner Home Video в Новой Зеландии в 1987 году, но её также можно было найти в некоторых австралийских видеомагазинах того времени. Новозеландская VHS кассета стала очень редкой. В 2000 году неофициальный VHS-релиз был выпущен для розничной торговли по всей Австралии. Это было сделано нелегально и без ведома Австралийской аттестационной комиссии. Когда просочилась информация о нелегальных копиях, в ряде розничных магазинов были проведены обыски на предмет наличия копий, нарушающих авторские права. Компания выпустившая нелегальные копии фильма также подверглось рейду Федеральной таможенной службы. Фильм был окончательно разрешён к официальному прокату в Австралии 30 ноября 2006 года.
В августе 2000 года фильм был выпущен на DVD в первом регионе компанией MGM Home Entertainment. В октябре 2006 года фильм получил второе DVD-издание от MGM под названием The Gruesome Edition, которое содержит аудио-комментарии режиссёра Тоуба Хупера и Дэвида Грегори, режиссёра фильма «Техасская резня бензопилой: The Shocking Truth», а также аудио-комментарии актёров Билла Моусли, Кэролайн Уильямс и создателя грима для спецэффектов Тома Савини. В число специальных материалов также вошли удалённые сцены, полнометражный документальный фильм под названием «Это семейное дело», шесть галерей с фотографиями и трейлер. В сентябре 2012 года было выпущено Blu-ray издание фильма, в которое вошли все дополнительные материалы с издания The Gruesome Edition. Scream Factory, компания специализирующаяся на выпуске исключительно фильмов ужасов, выпустила коллекционное издание фильма на Blu-ray 19 апреля 2016 года.
В России фильм официально не издавался.

## Комментарии
1. ↑  Съёмками первой части занималась компания Vortex, основанная Хупером и Хенкелем. Но компания MAB выделила 60 000 долларов в производство, взамен получая 50% прав на фильм и кассовых сборов. Актёры и съёмочная группа об этом не знали и рассчитывали получить свою зарплату в процентах с прибыли от компании Vortex, что было бы в два раза большей суммой[23].

1. ↑  Фильм является прямым продолжением к оригинальному фильму, однако, как подметил сценарист Федерико Альварес, не вычёркивает из канона события первых трёх сиквелов[4][5].